# Maria Del Rio
(Giuseppe Guicciardi,  La Colonia-scuola A. Marro, «Rivista sperimentale di freniatria», 1921, p. 322.)
Maria Del Rio, dopo il matrimonio Maria Bertolani Del Rio (Reggio Emilia, 12 febbraio 1892 – Casina, 9 luglio 1978), è stata un medico, scienziata e storica italiana.

## Biografia
Maria Del Rio nacque a Reggio Emilia il 12 febbraio 1892, in una famiglia in cui la professione medica era già una tradizione: il padre Pietro era primario di chirurgia all'Ospedale Santa Maria Nuova di Reggio nell'Emilia, e medico chirurgo fu anche il fratello, che morirà in Somalia durante la seconda guerra mondiale.

### Studi e attività medica
Maria studiò medicina a Genova con Enrico Morselli e Edoardo Maragliano. Si laureò nel 1915 con Dante Pacchioni, direttore della clinica pediatrica, con una tesi sull'acondroplasia. Per condurre una serie di osservazioni legate alla sua tesi cominciò a lavorare al San Lazzaro, l'ospedale psichiatrico di Reggio nell'Emilia, dove conobbe e sposò l'illustre psichiatra Aldo Bertolani, successore di Giuseppe Guicciardi nella direzione del manicomio dal 1929. Il suo lavoro nel San Lazzaro proseguì fino agli anni Quaranta, e contò anche numerose collaborazioni con la rivista legata all'istituto, la Rivista Sperimentale di Freniatria. La prima di queste è un contributo datato al 1916 riguardante Le malattie mentali nella donna in rapporto alla guerra. Dal 1922 dirigerà la Colonia Scuola "Antonio Marro" fondata da Guicciardi l'anno precedente, colonia dove bambini e ragazzi "frenastenici emendabili" venivano curati soprattutto tramite ergoterapia.
Nell'ambito di questo progetto, fra il 1928 e il 1935 la scienziata condusse l'esperienza dell'Ars canusina, tecnica che deve il suo nome alla figura di Matilde di Canossa, della quale la Del Rio sarà appassionata per tutta la vita, e che consisteva nella riproduzione su diversi materiali di motivi ornamentali tipici dell'arte romanica preventivamente selezionati e raccolti nell'album Ars Canusina da lei pubblicato nel 1935. Già nel 1933, presentando i primi risultati della terapia sulla Rivista Sperimentale di freniatria,  la scienziata scrive: «sembra che una fiamma, tenuta accesa nella stirpe, attraverso generazioni e generazioni, ma affievolita e quasi invisibile, ora si ravvivi e brilli di nuovo splendore. Nonostante i danni della malattia, l'attrattiva per il lavoro artistico, il piacere della creazione individuale, personale, che mette in evidenza la propria abilità, agisce come uno stimolo potente e fa raggiungere risultati insperati».

### Attività nella storia della medicina
Accanto all'attività scientifica Maria Del Rio coltivò una passione per il territorio reggiano, l'epopea matildica, l'arte romanica e la storia ospitaliera, che accentuò una volta ritiratasi dal lavoro, nel 1952.  Fu infatti fra i fondatori del CISO (Centro Italiano di Storia sanitaria e Ospitaliera) e ne fu segretaria al momento della celebrazione del primo Congresso nazionale, tenutosi a Reggio nell'Emilia nel 1956. Nel 1960 inoltre fu segretaria del Comitato Scientifico del primo Congresso Europeo di Storia Sanitaria, organizzato a Reggio nell'Emilia nel giugno di quell'anno.
Fu membro attivo della Deputazione di Storia Patria per le antiche provincie modenesi e si dedicò con profitto allo studio del territorio pubblicando diversi volumi, fra cui il più significativo Castelli reggiani. In questi anni si dedicò più diffusamente alla ricerca storico-scientifica pubblicando le vicende storiche dell'Ospedale San Lazzaro e dell'Ospedale Santa Maria Nuova di Reggio Emilia, ma anche degli ospitali sorti nelle province di Modena e Reggio e lungo la Via Emilia durante il Medioevo. Si occupò anche dello studio, sotto il profilo psicologico e patologico, di personalità insigni del reggiano come il duca di Guastalla Giuseppe Maria Gonzaga e il pittore Antonio Allegri detto il Correggio.

## L'eredità umana e culturale, la memoria
Maria Bertolani Del Rio morì a Casina il 9 luglio 1978.
Lasciò alla comunità la propria casa e le relative pertinenze, con la prescrizione di realizzare lì quella che è l'attuale "Villa Maria", casa di riposo per anziani inabili.
Al parroco di Casina lasciò il marchio dell'attività Ars Canusina, da lei creato nel 1948. Questi nel 1990 lo donò al Comune, il quale si occupa a tutt'oggi della sua promozione.
La Deputazione di storia Patria per le antiche provincie modenesi-Sezione di Reggio le dedicò una tornata di studio in collaborazione con l'amministrazione dell'Arcispedale di Santa Maria Nuova di Reggio Emilia e con il Centro italiano di storia sanitaria ed ospitaliera. Il volume di atti comparve nel giugno 1979.
Il Centro italiano di storia ospedaliera e il Comune di Casina organizzarono il convegno Una psichiatra fra scienza, storia, arte e solidarietà. Maria Bertolani Del Rio, avvenuto a Casina l'11 luglio 1998. Il volume contenente gli atti fu pubblicato nel 2000.
Presso la Biblioteca scientifica C. Livi dell'ex-ospedale San Lazzaro di Reggio Emilia, in collaborazione tra Comune di Casina, Ausl di Reggio Emilia e Deputazione di Storia patria-Sezione di Reggio, il 10 giugno 2017 si tenne un nuovo convegno: Maria Bertolani Del Rio medico, storico, donna, artefice di emancipazione umana. Giornata di studio aperta alla cittadinanza sulla figura di una donna illustre del Novecento reggiano e nazionale.
Nel 2018 le è stato dedicato il volume Maria Bertolani Del Rio. Caritas et scientia, elevata dottrina e nobilissimo cuore.
Sono state intitolate al suo nome una via in Reggio Emilia e una in Casina.

## Opere

### Psichiatria
- Le malattie mentali nella donna in rapporto alla guerra, in Rivista sperimentale di freniatria, vol. 42, 1916,  p. 87.
- Funzione ovarica e funzione neuro-muscolare, in «Rivista sperimentale di freniatria», vol. 42, 1917, p. 356.
- Emipertrofia della faccia associata a palatoschisi, in «Rivista sperimentale di freniatria», vol. 43, 1918, p. 266.
- Malformazioni multiple degli arti superiori, in «Rivista sperimentale di freniatria», vol. 44, 1920, p. 87.
- I recenti studi sull’eziologia e la cura della sclerosi a placche, in «Rivista sperimentale di freniatria», vol. 44, 1920, p. 629.
- Demenza precoce e manifestazioni di spasmofilia, in «Rivista sperimentale di freniatria», vol. 45, 1921, p. 125.
- Primo quadrimestre di funzionamento della Colonia-Scuola "A.Marro", in «Rivista sperimentale di freniatria», vol. 45, 1921, p. 494.
- Sulla cosiddetta miosite ossificante progressiva, in «Rivista sperimentale di freniatria», vol. 47, 1923, p. 391.
- Il primo decennio della Colonia-Scuola "A.Marro", in «Rivista sperimentale di freniatria», vol. 55, 1931, p. 648.
- Lavoro artigianale ed ergoterapia "Ars Canusina", in «Rivista sperimentale di freniatria», vol. 57, 1933, p. 961.
- Processi di eliminazione nelle disfunzioni tiroidee, in «Rivista sperimentale di freniatria», vol. 58, 1934, p. 393.
- La Colonia-Scuola "A.Marro", in Rivista sperimentale di freniatria, vol. 62, 1938,  pp. 737 ss.
- Un caso di lipodistrofia progressiva, in «Rivista sperimentale di freniatria», vol. 64, 1940, p. 145.
- Si possono provocare negli epilettici accessi convulsivi impedendo per un certo tempo il sonno?, in «Rivista sperimentale di freniatria», vol. 64, 1940, p. 159.

### Storia
- Un malato di mente fra le prime vittime di Francesco IV, in Studi di storia, letteratura e d'arte in onore di Naborre Campanini, Reggio nell'Emilia, Cooperativa Lavoranti Tipografi, 1921, pp. 248–253.
- Ars Canusina, Reggio nell'Emilia, Istituto psichiatrico di S. Lazzaro, 1935.
- La malattia mentale di Giuseppe Maria Gonzaga ultimo duca di Guastalla, in «Atti e Memorie della Deputazione di Storia patria per le antiche provincie modenesi», s. 8, v. 3, Modena, Aedes Muratoriana, 1950, pp. 55–73.
- Fantasia, delirio e pazzia nel concetto di Lodovico Antonio Muratori, in Miscellanea di studi muratoriani, atti e memorie del Convegno di studi storici in onore di L. A. Muratori nel bicentenario della morte, Modena, 14-16 aprile 1950, Modena, Aedes muratoriana, 1951, pp. 190–102.
- Luci ed ombre nella vita psichica di Antonio Allegri, il Correggio, in «Atti e Memorie della Deputazione di Storia patria per le antiche provincie modenesi», Modena, Artioli, s. 8, v. 4, 1952, pp. 112–132.
- La chiesa dei SS. Giacomo e Filippo e il suo campanile, in «Atti e Memorie della Deputazione di Storia patria per le antiche provincie modenesi», s. 8, v. 5, 1953, pp. 38–47.
- Ospizi e ospedali fondati da Anselmo santo abate di Nonantola, in «Atti e Memorie della Deputazione di Storia patria per le antiche provincie modenesi», s. 8, v. 5, 1953, pp. 234–237.
- La Bonissima, in «Atti e Memorie della Deputazione di Storia patria per le antiche provincie modenesi», s. 8, vol. 6, 1954, pp. 13–25.
- L'origine dell'ospedale di S. Maria Nuova di Reggio nell'Emilia, in «Atti e Memorie della Deputazione di Storia patria per le antiche provincie modenesi», s. 8, v. 6, 1954, pp. 26–35.
- Le vicende storiche dell'Istituto psichiatrico di S. Lazzaro di Reggio nell'Emilia, Reggio Emilia, Poligrafica reggiana, 1954.
- Gli ospedali della provincia di Reggio nell'Emilia (cenni storici), in «Atti e Memorie della Deputazione di Storia patria per le antiche provincie modenesi», s. 8, v. 7, 1955, pp. 81–101.
- Matilde di Canossa e l'assistenza ai pellegrini e agli infermi, in «Atti e Memorie della Deputazione di Storia patria per le antiche provincie modenesi», s. 8, v. 8, 1956, pp. 35–67.
- I cistercensi e il monastero di Colombaro di Modena, in «Atti e Memorie della Deputazione di Storia patria per le antiche provincie modenesi», s. 8, v. 9, 1957, pp. 78–80.
- L'architetto Cesare Costa da Pievepelago: nel centenario dell'inaugurazione del Teatro municipale di Reggio nell'Emilia, Pavullo, Tipografia Baldini, 1957.
- Un periodo di attività parauniversitaria e una pagina memorabile nella storia dell'Ospedale di S. Maria Nuova di Reggio nell'Emilia, in Atti del primo Congresso italiano di storia ospitaliera, Reggio nell'Emilia, AGE, 1957, pp. 87–89.
- Gli ospedali della Provincia di Modena (cenni storici), in «Atti e Memorie della Deputazione di Storia patria per le antiche provincie modenesi», s. 8, v. 11, 1959, pp. 107–125.
- I castelli reggiani. Cenni storici,  Nuova Poligrafica reggiana, 1959.
- Medicina popolare nelle provincie di Modena e di Reggio nell'Emilia, in Atti e memorie del I Congresso del folklore modenese, 1-2 novembre 1958, Modena, Artioli, 1959.
- Gli ospedali di San Lazzaro lungo la Via Emilia, in Atti del primo Congresso europeo di storia ospitaliera. Reggio nell'Emilia, 1960, Bologna, Cappelli, 1960, pp. 198–214.
- Come sorse il Centro italiano di storia ospitaliera, in Atti del secondo Congresso di storia ospitaliera, Ciriè, Capella, 1960.
- Alessandro Tassoni, i medici e la medicina, in «Atti e Memorie della Deputazione di Storia patria per le antiche provincie modenesi», s. 8, v. 12, 1960, pp. 164–174.
- L'ospedale di san Lazzaro di Modena, in «Atti e Memorie della Deputazione di Storia patria per le antiche provincie modenesi», s. 9, v. 1, 1961, pp. 81–96.
- Dove nacque la contessa Matilde? (Le divergenze degli storici), in «Atti e Memorie della Deputazione di Storia patria per le antiche provincie modenesi», s. 9, v. 3, 1963, pp. 158–166.
- Richiami recenti all'arte dei tempi matildici: l'ars canusina, in «Atti e Memorie della Deputazione di Storia patria per le antiche provincie modenesi», s. 9, v. 4-5, 1964-1965, pp. 437–442.
- Le fonti salutari nella provincia di Reggio Emilia, Fidenza, Tip. Tito Mattioli, 1965?
- I carmelitani a Reggio nell'Emilia: dall'Ospedale di S. Maria Nuova alla Commenda gerosolimitana di S. Stefano, in Studi di storia ospitaliera, vol. 3, Firenze, Olschki, 1965, pp. 163–170.
- Ospedali ed ospizi nel reggiano al tempo di Dante, in Reggio ai tempi di Dante. Atti e memorie del convegno di studio per il VII centenario della nascita di Dante, Reggio nell'Emilia 16-17 ottobre 1965, Modena, Aedes muratoriana, 1966, p. 31-61 ("Biblioteca", nuova serie, n. 7).
- Dal castello di Fabbrico alla Filanda di Reggio: la famiglia Guidotti benemerita nell'arte della seta, in op. cit., N.S., v. 10, 1968.
- Un'opera di beneficenza della Commenda Gerosolimitana di Reggio nell'Emilia in «Atti e Memorie della Deputazione di Storia patria per le antiche provincie modenesi», s. 10, v. 3, 1968, pp. 163–171.
- I monasteri benedettini di Brescello e i loro ospizi, in  Brescello. Atti e memorie del Convegno di studi storici brescellesi. Brescello, 25 maggio 1969, Reggio nell'Emilia, AGE, 1971, pp. 27–34.
- La statua della Bonissima rappresenta Matilde di Canossa?, in Studi matildici, Modena, Aedes muratoriana, 1971.
- I castelli reggiani, prefazione di Emilio Nasalli Rocca, Reggio Emilia, Tecnostampa, 1971, III edizione riveduta e ampliata.
- L'ospedale di S. Lazzaro presso Reggio nell'Emilia durante l'epidemia di peste del 1348, in «Rivista sperimentale di freniatria», vol. 99, 1975, p. 51.